# Śluza VI Bronikowskiego
 Śluza VI „Bronikowskiego” – śluza na Starym Kanale Bydgoskim w Bydgoszczy.
Stanowi jedną z budowli hydrotechnicznych starego odcinka Kanału Bydgoskiego, wyłączonego z eksploatacji w 1915 r. Jest to dawna siódma śluza drogi wodnej Wisła-Odra oraz szósta śluza na Kanale Bydgoskim (1774–1915).
Zarządcą obiektu jest Zarząd Miasta Bydgoszczy.

## Lokalizacja
Śluza znajduje się w Bydgoszczy, przy ul. Bronikowskiego, w parku nad starym Kanałem Bydgoskim, około 160 m od połączenia starego i nowego odcinka Kanału Bydgoskiego.

## Historia
Śluzę wybudowano w latach 1773–1774. Obecna forma budowli pochodzi z lat 1803–1810, kiedy dokonano pierwszej przebudowy drogi wodnej Wisła-Odra. Eksploatowana była z przeznaczeniem dla barek o ładowności do 200 ton do roku 1915, kiedy oddano nowy odcinek kanału z nowo wybudowanymi śluzami Okole i Czyżkówko. Do końca lat 40. XX w. wykorzystywana była awaryjnie. Ostateczne wyłączenie z eksploatacji nastąpiło pod koniec lat 60. XX w.
Od 1972 Stary Kanał Bydgoski wraz ze śluzami znajduje się w gestii miasta Bydgoszczy. W 1993 r. śluzę odrestaurowano, a w 2005 wpisano wraz z całym zespołem Kanału Bydgoskiego do rejestru zabytków województwa kujawsko-pomorskiego.
W czerwcu 2023 stare wrota śluzy zdemontowano i zastąpione je nowymi.

### Most przy śluzie
Od końca XVIII wieku przy śluzie znajdował się mostek dla pieszych. W połowie XIX wieku most poszerzono i oparto na kamienno-ceglanych przyczółkach, istniejących do dzisiaj. W 1961 roku dotychczasowy drewniany pomost rozebrano i zastąpiono mostem żelbetowym z jednią i chodnikami. Prace prowadziło Płockie Przedsiębiorstwo Robót Mostowych.

## Charakterystyka
Jest to śluza komorowa o konstrukcji ceglanej posadowiona na ruszcie palowym. Posiada zamknięcia w postaci drewnianych wrót wspornych dwuskrzydłowych, otwieranych w kierunku górnej wody. Zasuwy umożliwiające regulację przepływu wody i napełnianie komory posiadają napęd ręczny. Zachowany układ mechaniczny zasuw pochodzi z 1872 roku.

### Most przy śluzie
Przy głowie dolnej śluzy znajduje się most drogowy w ciągu ulicy Bronikowskiego w Bydgoszczy. Jego długość wynosi 8,4 m, szerokość 9,5 m oraz nośność 15 ton. Konstrukcja składa się z płyty żelbetowej monolitycznej opartej na przyczółkach kamienno-ceglanych. Przeprawa mieści jezdnię oraz dwa chodniki dla pieszych. Przestrzeń żeglugowa pod obiektem wynosi ok. 4 x 5,5 m. Obiektem dysponuje Zarząd Dróg Miejskich i Komunikacji Publicznej w Bydgoszczy.